# ヴァルター・シュピース

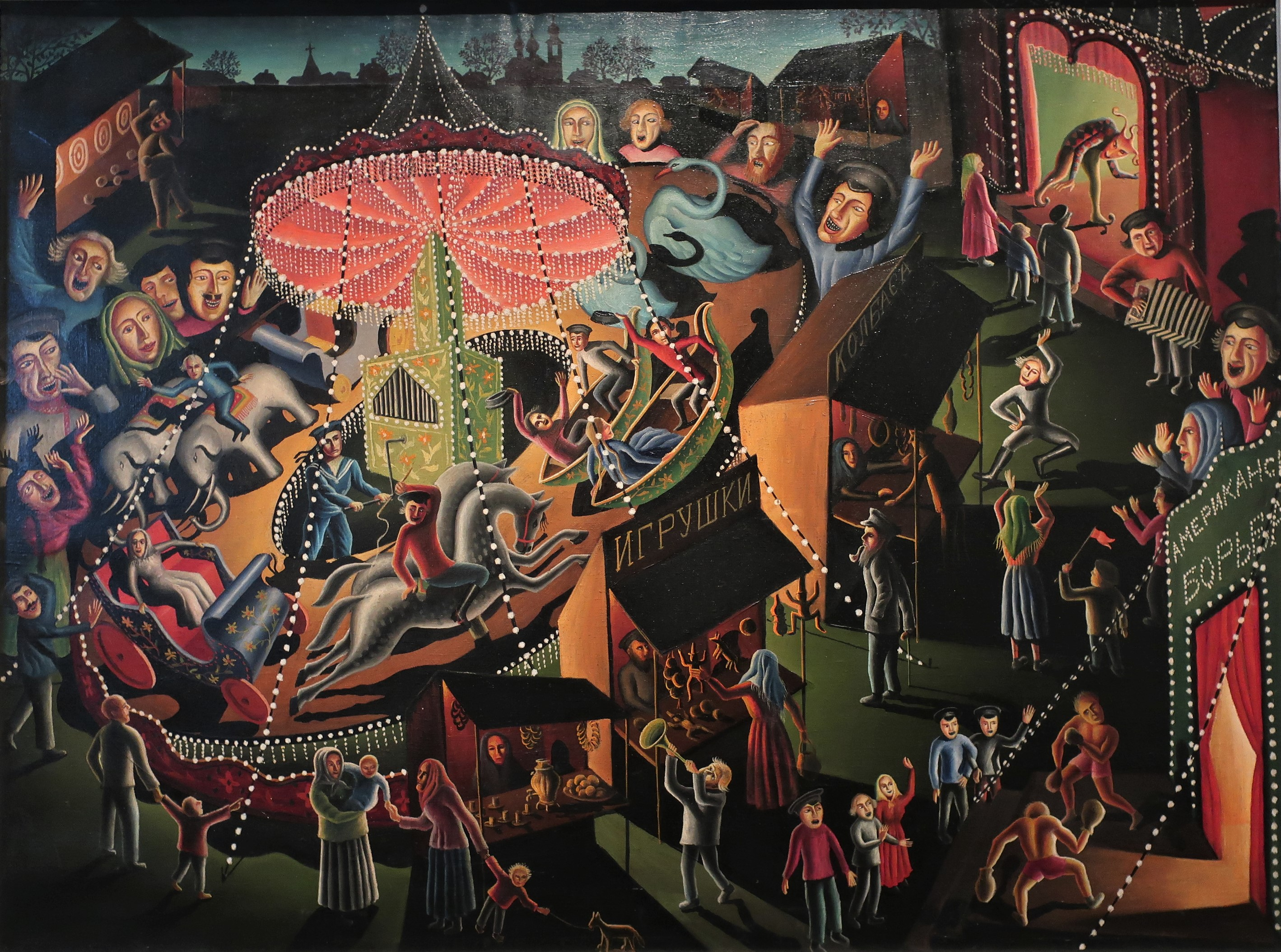
ヴァルター・シュピース作「回転木馬」(1922),Neue Nationalgalerie Berlin蔵

ヴァルター・シュピース（ドイツ語：Walter Spies, 1895年9月15日 - 1942年1月19日）は、ドイツの画家。現代バリ芸術の父として知られ、1930年代バリ島におけるバリ・ルネッサンスの中心人物として活躍し、今日見られるような観劇用のケチャやチャロナラン劇をバリ人とともに創出した。

## 人物・来歴

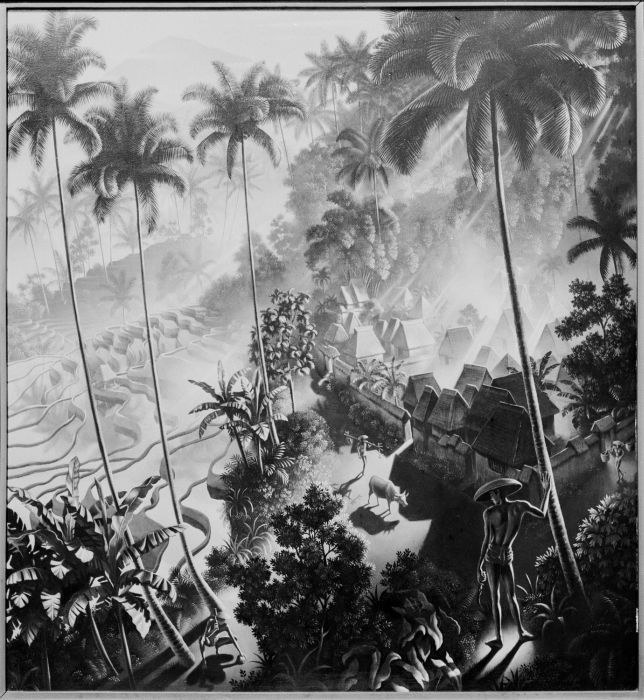
シュピース『朝日の中のイサ』

1895年、ロシア帝国・モスクワのドイツ人外交官を務める裕福な商家の次男として生まれる。音楽、舞踊、絵画教育を受けるなど裕福で恵まれた少年時代を過ごすが、第一次世界大戦中にはウラルの敵国人抑留キャンプに収容された。このときに遊牧民族の生活に触れた体験がきっかけとなり、アジアへの関心を高めた。
ドイツへ帰還してからはしばらく画家としての生活を過ごし、1923年にヨーロッパを離れ、オランダ領東インドに向かいジャワに到着。ジョグジャカルタの宮廷でスルタンの宮廷楽団における音楽監督の職を得る。
1925年に初めてバリを訪れると、その魅力に感化され、2年後に移住を決意。当時のウブド領主チョコルダ・スカワティに招待されるかたちで、1928年にチャンプアン渓谷に居を構えウブドのスタジオを中心に絵画の制作活動を始めるとともに（代表作に『風景と子供たち』など）、音楽、舞踊、絵画といった分野でバリ文化に多大な影響を及ぼした。
1938年には同性愛者の取締りが強まるなかで逮捕されるも、翌39年にマーガレット・ミードなどの尽力により釈放された。
しかし1940年5月ドイツがオランダを占領すると、シュピースは敵国人として蘭印政府に捕えられ、ジャワ、スマトラへ抑留される。1942年1月、日本軍の侵攻により、ほかの収容者たちとスマトラ島パンダンから移送船「ファン・イムホフ」に乗せられ、セイロン島へ移送されるべく出航するが、途中日本軍機の攻撃を受けて船が沈没、船員によって他のドイツ人と共に見殺しにされ溺死した。（ファン・イムホフ号事件）。
シュピースはバリに生息する昆虫類の精細なスケッチも多数残しており、博物学、考古学にも功績を残している。バリの慣習法学者にして監督官を務めたリーフリンクは、後年「シュピースが生きていたら、高名な学者として歴史に名を残しただろう」と讃えた。

## 現代バリ芸術の父として

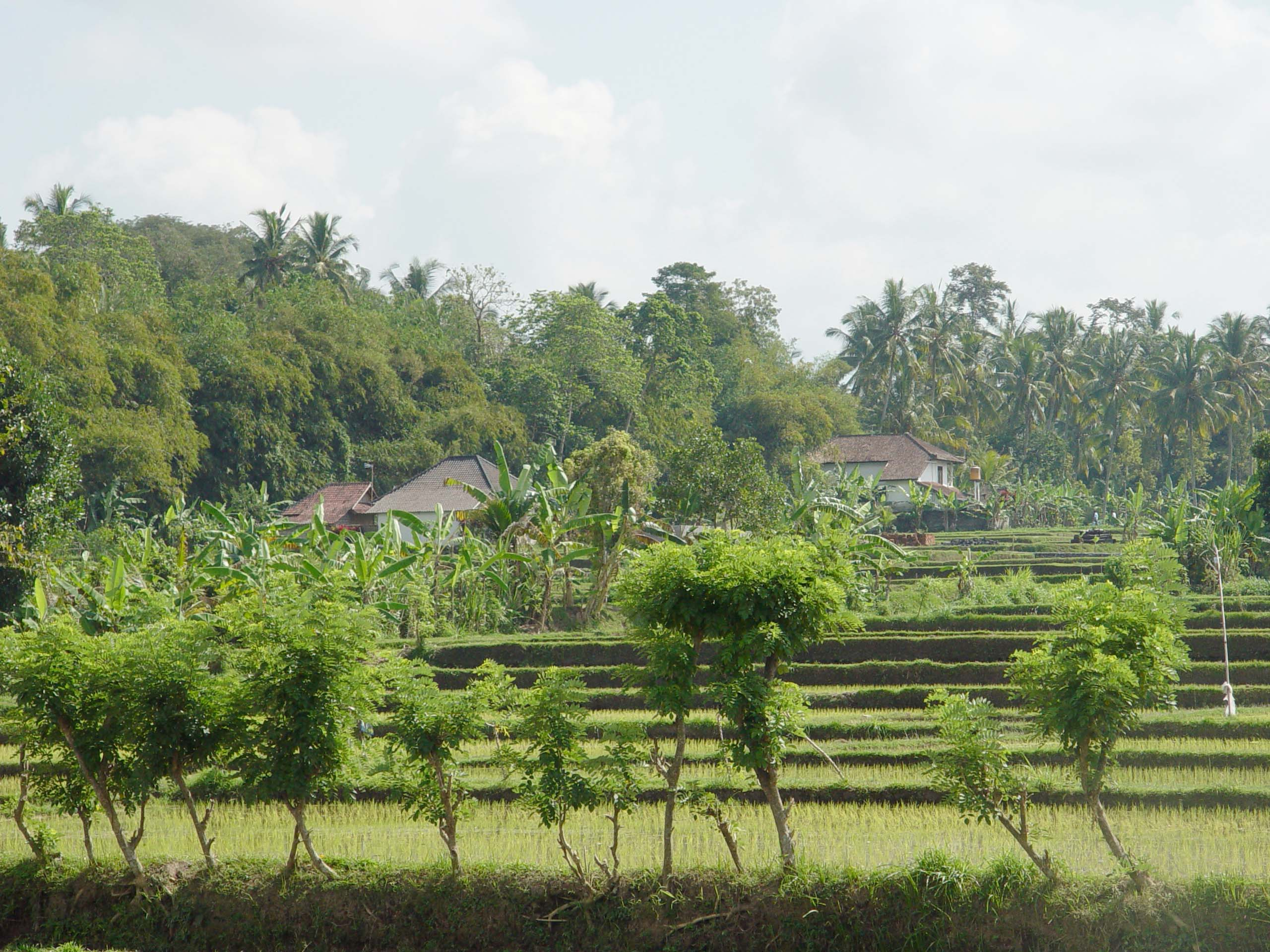
ウブド周辺の農村の風景

シュピースは画家としてはもとより、現代バリ芸術の父としても知られる。シュピースはドイツ語、ロシア語、英語、フランス語、オランダ語、ジャワ語、バリ語を流暢に操ることができ、彼のもとにはさまざまな国からの芸術家、学者が集まり、現地のバリ人とともに芸術サロンの中心を形成した。
シュピースらは、毎週土曜日にウブドの王宮前で観光客向けの土産物としてバリ人の描く絵画の品評会を開き、優秀な絵を買い上げ欧米のギャラリーや展覧会に出展したり、ホテルに売却などした。この過程から、バリ人たちは欧米人の好みを把握し、それを「バリの伝統」として受け入れ具体化していったのである。
1920年代末にシュピースはバリのガムラン音楽を録音し、ニューヨークのオデオン社からレコードとして出し、さらには、1931年のパリ植民地博覧会では、バリのガムラン音楽と舞踊団、美術・工芸品を出展するのに尽力するなど、西洋へのバリ紹介でも大きな役割を果たした。
そして、1936年に宗教儀礼劇としてのチャロナラン劇を観光客向けの商業用パフォーマンスとして組織させたり、サンヒャン・ドゥダリと呼ばれる宗教舞踊から観光用のケチャを創出・改良することにも深く関わった。このことからシュピースは、現代バリ芸術の父として知られる。
一方で、シュピースらは、極めて安い経費で、宮廷のような屋敷に住み、車をもち、召使いを雇うなど、普通のバリ人から見れば王侯貴族のような生活、すなわち「楽園」を享受しており、西洋人の目によって「バリのバリ化」を進めたことで本質主義者から否定的に評価されることもある。